# Park Tower
La Park Tower è un grattacielo ad uso misto di Chicago.

## Caratteristiche
Alto 257 metri ed inaugurato nel 2000 è il dodicesimo edificio più alto della città, il quarantaquattresimo più alto del paese e il sessantasettesimo più alto del Nord America. Essendo l'edificio molto snello e con una pianta a livello nel terreno notevolmente stretta questo è stato il primo edificio negli Stati Uniti ad essere progettato sin dall'inizio con un ammortizzatore di massa. Altri grattacieli in America hanno sistemi anti-ondeggiamento ma questi sono stati sempre aggiunti in seguito.
Al suo interno l'edificio presenta 202 camere di hotel (tra i piani 2 e 22) e numerosi appartamenti residenziali.